# Gustavo Mongelos
Gustavo Alejandro Mongelos (* 29. Mai 2004) ist ein paraguayischer Leichtathlet, der sich auf den Sprint spezialisiert hat.

## Sportliche Laufbahn
Erste internationale Erfahrungen sammelte Gustavo Alejandro Mongelos im Jahr 2021, als er bei den U18-Südamerikameisterschaften in Encarnación in 11,56 s den achten Platz im 100-Meter-Lauf belegte und mit der paraguayischen 4-mal-100-Meter-Staffel in 42,30 s auf Rang vier gelangte. Im Jahr darauf schied er bei den U23-Südamerikameisterschaften in Cascavel mit 10,66 s im Vorlauf über 100 Meter aus und belegte im Staffelbewerb in 40,69 s den fünften Platz. Anschließend gelangte er bei den Südamerikaspielen in Asunción mit 3:22,74 min auf Rang sechs mit der 4-mal-400-Meter-Staffel. 2023 belegte er bei den U20-Südamerikameisterschaften in Bogotá in 10,73 s den sechsten Platz über 100 Meter und gelangte mit der 4-mal-100-Meter-Staffel mit 41,31 s auf Rang vier. Zudem wurde er mit der 4-mal-400-Meter-Staffel in 3:27,91 min Siebter. Im Juli schied er bei den Südamerikameisterschaften in São Paulo mit 10,62 s in der Vorrunde über 100 Meter aus, ehe er bei den Panamerikanischen U20-Meisterschaften in Mayagüez mit 11,23 s ebenfalls nicht über den Vorlauf hinauskam. Im November belegte er dann bei den Panamerikanischen Spielen in Santiago de Chile in 39,71 s den fünften Platz in der 4-mal-100-Meter-Staffel. Im Jahr darauf belegte er bei den U23-Südamerikameisterschaften in Bucaramanga in 10,48 s den vierten Platz über 100 Meter und gewann mit der Staffel in 40,42 s die Bronzemedaille hinter den Teams aus Kolumbien und Brasilien. 2025 belegte er bei den Südamerikameisterschaften in Mar del Plata in 10,54 s den achten Platz über 100 Meter und schied über 200 Meter mit 21,71 s im Vorlauf aus. Zudem verhalf er der Staffel mit 40,36 s zum Finaleinzug.
2023 wurde Mongelos paraguayischer Meister im 100-Meter-Lauf sowie in der 4-mal-100-Meter-Staffel.

## Persönliche Bestleistungen
- 100 Meter: 10,36 s (+1,3 m/s), 25. April 2025 in Mar del Plata
- 200 Meter: 21,71 s (−0,5 m/s), 30. März 2025 in Bragança Paulista